# Joost Wichman
Joost Wichman (19 de mayo de 1978) es un deportista neerlandés que compitió en ciclismo de montaña en la disciplina de campo a través para cuatro. Ganó una medalla de bronce en el Campeonato Mundial de Ciclismo de Montaña de 2011 y tres medallas de oro en el Campeonato Europeo de Ciclismo de Montaña entre los años 2006 y 2010.

## Palmarés internacional
| Campeonato Mundial | Campeonato Mundial   | Campeonato Mundial | Campeonato Mundial    |
| Año                | Lugar                | Medalla            | Competición           |
| ------------------ | -------------------- | ------------------ | --------------------- |
| 2011               | Champéry (Suiza)     | Medalla de bronce  | Campo a través para 4 |
| Campeonato Europeo |                      |                    |                       |
| Año                | Lugar                | Medalla            | Competición           |
| 2006               | Stollberg (Alemania) | Medalla de oro     | Campo a través para 4 |
| 2007               | Elatojori (Grecia)   | Medalla de oro     | Campo a través para 4 |
| 2010               | Willingen (Alemania) | Medalla de oro     | Campo a través para 4 |